# Wybory prezydenckie na Ukrainie w 2010 roku
Pierwsza tura piątych od uzyskania niepodległości wyborów prezydenckich na Ukrainie odbyła się 17 stycznia 2010. Wyłoniła ona parę kandydatów, którzy ubiegali się o urząd prezydenta w drugiej turze 7 lutego: Wiktora Janukowycza (zwycięzcę wyborów) i Julię Tymoszenko.

## Termin i kampania
Wybory prezydenckie na mocy decyzji Rady Najwyższej Ukrainy miały pierwotnie odbyć się 25 października 2009. Decyzję tę Wiktor Juszczenko zaskarżył do Sądu Konstytucyjnego, który uznał ją za niezgodną z ukraińską konstytucją. Ostatecznie parlament wyznaczył datę pierwszej tury głosowania na dzień 17 stycznia 2010. Rada Najwyższa uchwaliła też zmiany w prawie wyborczym, m.in. skracając długość kampanii wyborczej ze 120 do 90 dni.
Już przed wyborami wskazywano na możliwe nieprawidłowości przy głosowaniu w domach; na zagrożenie to zwracali uwagę obserwatorzy z ramienia OBWE. Przed głosowaniem doszło do incydentów, m.in. z list w siedmiu lokalach wyborczych z niewyjaśnionych przyczyn skreślony został Anatolij Hrycenko. Ostatecznie obserwatorzy OBWE uznali wybory prezydenckie za zgodne ze standardami demokratycznymi i zwrócili uwagę na duży postęp, jaki się w tym zakresie dokonał. Opinię o prawidłowym przebiegu głosowania potwierdzili też przedstawiciele ENEMO i Międzyparlamentarnego Zgromadzenia WNP.

## Kandydaci
- Inna Bohosłowska (niezależna), posłanka z listy Partii Regionów, liderka Partii Wicze
- Mychajło Brodski (niezależny), były poseł, lider Partii Wolnych Demokratów
- Anatolij Hrycenko (niezależny), poseł z listy NUNS, były minister obrony
- Arsenij Jaceniuk (niezależny), poseł z listy NUNS, były minister spraw zagranicznych, były przewodniczący Rady Najwyższej
- Wiktor Janukowycz (Partia Regionów), były premier, poseł, lider Partii Regionów, popierany też m.in. przez Partię Przemysłowców i Przedsiębiorców Ukrainy
- Wiktor Juszczenko (niezależny), prezydent Ukrainy, popierany m.in. przez Naszą Ukrainę, partię Za Ukrainę!, Ukraińską Partię Republikańską „Zjednoczenie”
- Jurij Kostenko (Ukraińska Partia Ludowa), poseł z listy NUNS, były minister ochrony środowiska, lider Ukraińskiej Partii Ludowej
- Wołodymyr Łytwyn (Partia Ludowa), przewodniczący Rady Najwyższej, lider Partii Ludowej i Bloku Łytwyna
- Ołeksandr Moroz (Socjalistyczna Partia Ukrainy), były przewodniczący Rady Najwyższej, lider Partii Socjalistycznej
- Ołeksandr Pabat (niezależny), działacz społeczny z Kijowa
- Wasyl Protywsich (niezależny), przedsiębiorca z Iwano-Frankowska[8]
- Serhij Ratuszniak (niezależny), były poseł, mer Użhorodu
- Ołeh Riabokoń (niezależny), prawnik z Kijowa
- Petro Symonenko (Blok Lewicowych i Centrolewicowych Sił), poseł, lider Komunistycznej Partii Ukrainy, popierany także m.in. przez Zjednoczoną Socjaldemokratyczną Partię Ukrainy
- Ludmyła Suprun (Partia Ludowo-Demokratyczna), była posłanka, przedsiębiorca i urzędnik administracji państwowej
- Julia Tymoszenko (Batkiwszczyna), premier Ukrainy, lider Bloku Julii Tymoszenko (Batkiwszczyna, Reformy i Porządek, Ukraińska Partia Socjaldemokratyczna), popierana także m.in. przez Ludowy Ruch Ukrainy, Ludową Samoobronę (Naprzód, Ukraino!, Związek Chrześcijańsko-Demokratyczny), Europejską Partię Ukrainy, Partię Obrońców Ojczyzny, Partię Odrodzenia Wsi
- Serhij Tihipko (niezależny), były przewodniczący Narodowego Banku Ukrainy, popierany m.in. przez Silną Ukrainę
- Ołeh Tiahnybok (Ogólnoukraińskie Zjednoczenie „Swoboda”), były poseł, lider Swobody

Źródło:

## Wyniki I tury

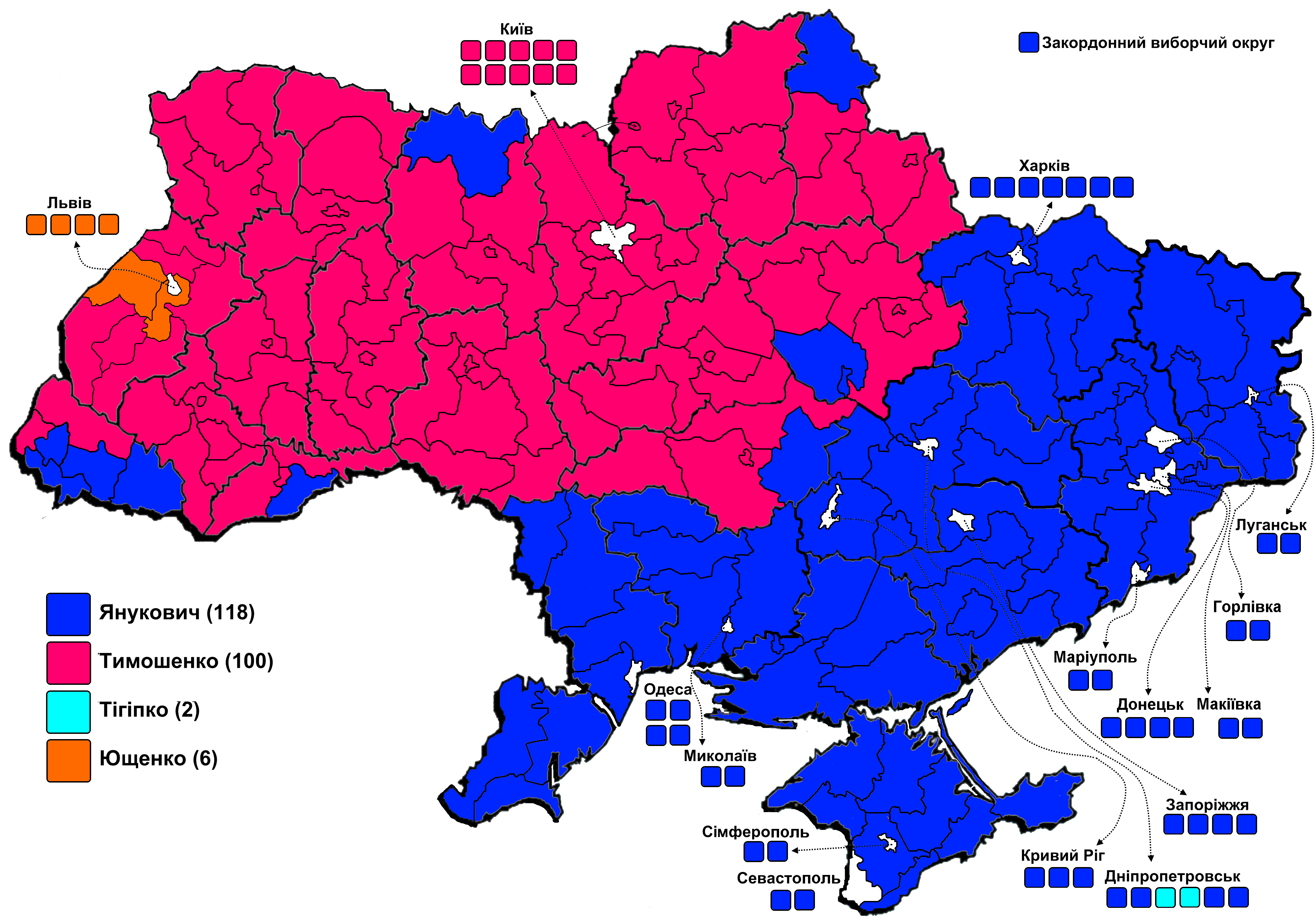
Wyniki I tury wyborów według okręgów: niebieski – wygrana Janukowicza, różowy – wygrana Tymoszenko, pomarańczowy – wygrana Juszczenki, błękitny – wygrana Tihipki.

Według oficjalnych wyników podanych przez Centralną Komisję Wyborczą po przeliczeniu 100% wszystkich głosów do drugiej tury przeszedł Wiktor Janukowycz z poparciem 35,32% oraz Julia Tymoszenko z wynikiem 25,05%. Frekwencja wyborcza wyniosła 66,76%.
| Kandydat                     | Kandydat                     | Liczba głosów | %      |
| ---------------------------- | ---------------------------- | ------------- | ------ |
|                              | Wiktor Janukowycz            | 8 686 642     | 35,32% |
|                              | Julia Tymoszenko             | 6 159 810     | 25,05% |
|                              | Serhij Tihipko               | 3 211 198     | 13,06% |
|                              | Arsenij Jaceniuk             | 1 711 737     | 6,96%  |
|                              | Wiktor Juszczenko            | 1 341 534     | 5,45%  |
|                              | Petro Symonenko              | 872 877       | 3,54%  |
|                              | Wołodymyr Łytwyn             | 578 883       | 2,35%  |
|                              | Ołeh Tiahnybok               | 352 282       | 1,43%  |
|                              | Anatolij Hrycenko            | 296 412       | 1,20%  |
|                              | Inna Bohosłowska             | 102 435       | 0,41%  |
|                              | Ołeksandr Moroz              | 95 169        | 0,38%  |
|                              | Jurij Kostenko               | 54 376        | 0,22%  |
|                              | Ludmyła Suprun               | 47 349        | 0,19%  |
|                              | Wasyl Protywsich             | 40 352        | 0,16%  |
|                              | Ołeksandr Pabat              | 35 475        | 0,14%  |
|                              | Serhij Ratuszniak            | 29 796        | 0,12%  |
|                              | Mychajło Brodski             | 14 991        | 0,06%  |
|                              | Ołeh Riabokoń                | 8 334         | 0,03%  |
| Przeciw wszystkim kandydatom | Przeciw wszystkim kandydatom | 542 819       | 2,20%  |
| Razem                        | Razem                        | 24 588 256    | 100%   |
| Źródło:                      |                              |               |        |

## Wyniki II tury

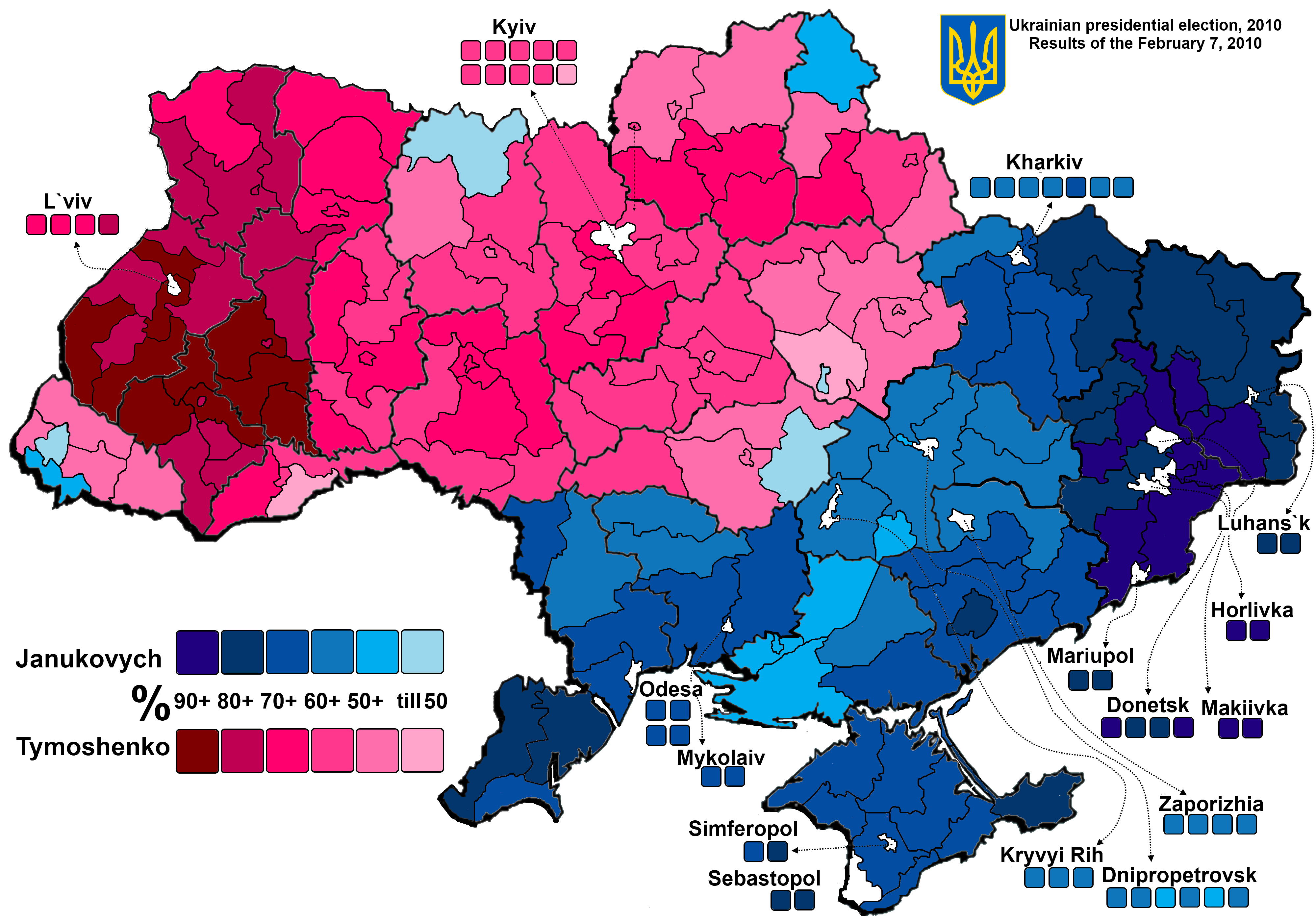
Wyniki II tury wyborów według okręgów.

Według oficjalnych wyników podanych przez Centralną Komisję Wyborczą po przeliczeniu 100% wszystkich głosów wybory prezydenckie wygrał z poparciem 48,95% Wiktor Janukowycz lider Partii Regionów pokonując swoją rywalkę Julię Tymoszenko liderkę Bloku Julii Tymoszenko na którą oddano 45,47% ważnych głosów. Frekwencja wyborcza wyniosła 69%.
| Kandydat                  | Kandydat                  | Liczba głosów | %      |
| ------------------------- | ------------------------- | ------------- | ------ |
|                           | Wiktor Janukowycz         | 12 481 266    | 48,95% |
|                           | Julia Tymoszenko          | 11 593 357    | 45,47% |
| Przeciw obydwu kandydatom | Przeciw obydwu kandydatom | 1 113 055     | 4,36%  |
| Głosy nieważne            | Głosy nieważne            | 305,837       | 1,19%  |
| Razem                     | Razem                     | 25 493 529    | 100%   |
| Źródło:                   |                           |               |        |

## Powyborcze kontrowersje
13 lutego 2010 Premier Julia Tymoszenko oświadczyła, że druga tura wyborów prezydenckich na Ukrainie została sfałszowana, a wynik wyborczy zaskarży w sądzie.
17 lutego 2010 Wyższy Sąd Administracyjny Ukrainy przychylając się do wniosku Pani Premier Julii Tymoszenko do czasu zbadania sprawy związanej z ewentualnymi fałszerstwami wyborczymi zawiesił decyzję Centralnej Komisji Wyborczej (CKW) dotyczącą wyników wyborów prezydenckich na Ukrainie oraz ogłoszenia ich zwycięzcą Wiktora Janukowycza. Sąd jednocześnie nie wyraził zgody na wstrzymanie zaplanowanego na 25 lutego zaprzysiężenia nowego prezydenta.